# Kurt Kreipl
Kurt Kreipl (* 1954 in Heidelberg) ist ein ehemaliger Realschullehrer für Geographie und Englisch. Als Sammler und Forscher zu Mollusken verfasste er für einige Arten die Erstbeschreibung, einige weitere Arten wurden nach ihm benannt. Seit 1994 ist seine Privatsammlung unter dem Namen Meeresmuseum Öhringen regelmäßig der Öffentlichkeit in Öhringen zugänglich.

## Leben und Werk
Kurt Kreipl ist als freier Mitarbeiter des Muséum National d’Histoire Naturelle in Paris tätig. Im Bereich der Turbinidae arbeitet er eng mit Suzanne Williams vom Natural History Museum in London zusammen. Er hat über 40 wissenschaftliche und populärwissenschaftliche Artikel in Fachzeitschriften veröffentlicht, fünf Bücher über seine Spezialgebiete verfasst, und er hat als Co-Autor an anderen Werken mitgeschrieben.
Kreipls Sammlung besteht seit 1981 und umfasst mehr als 36.500 Exponate aus dem Bereich der Meeres-Mollusken. Neben seltenen Schnecken- und Muschelarten sind darin auch Korallen, Krebse, Seeigel und Haigebisse enthalten. Die Sammlung Kreipl umfasst vor allem die:
- Meeresschnecken-Familien: Helmschnecken (Cassidae), Trägerschnecken (Xenophoridae) und Turbanschnecken (Turbinidae)
- Meeresmuschel-Familien: Tellmuscheln (Tellinidae) und Herzmuscheln (Cardiidae)

Diese Familien machen fast ein Viertel der Sammlung aus, welche mehr als 6000 verschiedene Arten beinhaltet.
Kurt Kreipl war zudem – allein oder gemeinsam mit Co-Autoren – Verfasser der Erstbeschreibung zahlreicher Arten und Gattungen, u. a. von
- Semicassis westralis Kreipl, 1997
- Semicassis thachi Kreipl, Alf & Eggeling, 2006
- Turbo debesi Kreipl & Alf, 2000
- Turbo marisrubri Kreipl & Alf, 2001
- Turbo fortispiralis Kreipl & Alf, 2003
- Turbo markusrufi Kreipl & Alf, 2003
- Turbo walteri Kreipl & Dekker, 2009

## Schriften (Auswahl)
- Recent Cassidae. Verlag Christa Hemmen, Wiesbaden 1997, ISBN 978-3-925919-24-4.
- mit Axel Alf: Recent Xenophoridae. Verlag ConchBooks, Hackenheim 1999, ISBN 978-3-925919-26-8.
- mit Guido T. Poppe: A Conchological Iconography: The Family Strombidae. Verlag ConchBooks, Hackenheim 1999, ISBN 978-3-925919-29-9.
- mit Axel Alf: A Conchological Iconography: Family Turbinidae; Turbininae I. Verlag ConchBooks, Hackenheim 2003, ISBN 978-3-925919-63-3.
- mit Axel Alf: A Conchological Iconography: Family Turbinidae; Turbininae II. Verlag ConchBooks, Hackenheim 2011, ISBN 978-3-939767-39-8.
- mit Gilbert Verbinnen, Luc Segers, Frank Swinnen und David Monsecour: Cassidae. An Amazing Family of Seashells. Verlag ConchBooks, Harxheim 2016, ISBN 978-3-939767-72-5.
- mit Felix Lorenz: Carrier Shells – Garbage Collectors of the Oceans. A Portrait of the Gastropod Family Xenophoridae. Verlag ConchBooks, Harxheim 2023, ISBN 978-3-948603-41-0.

## Ehrungen
Nach Kreipl wurden die Arten Cassis kreipli (2003), Bolma kreipli (2010) und Paphia kreipli (2010) benannt.